# Sineugraphe yunnanensis
Sineugraphe yunnanensis là một loài bướm đêm trong họ Noctuidae.